# ستيف أوستين
ستيف أوستين (بالإنجليزية: Steve Austin)‏ هو منافس ألعاب قوى أسترالي، ولد في 14 فبراير 1951.

## وصلات خارجية
- ستيف أوستين على موقع أوليمبيديا (الإنجليزية)
- ستيف أوستين على موقع اللجنة الأولمبية الأسترالية (الإنجليزية)